# Список керівників держав 1605 року
Список керівників держав 1605 року — це перелік правителів країн світу 1605 року.
Список керівників держав 1604 року — 1605 рік — Список керівників держав 1606 року — Список керівників держав за роками

## Європа
- Англія
  - Король Англії — Яків I (1603—1625)
- Балканський півострів
  - Князь-єпископство Чорногорія — Руфим II (1593—1636)
- Балтія
  - Герцогство Курляндії і Семигалії — Фрідріх (співправитель, герцог Семигальський; 1595—1617) і Вільгельм Кеттлер (співправитель, герцог Курляндський; 1595—1616)
  - Шведська Естляндія — Нільс Турессон Більке (1605); Аксель Нільссон Райнінг (1605—1608)
  - Шведська Інгерманландія — Самуель Нільссон (1601—1607)
- Ірландія
  - Тір Еогайн — Аод Великий мак Феардорха О'Нейлл (1593—1616)
- Італія
  - Венеційська республіка — дож Марино Грімані (1595—1605)
  - Гуастальське графство — Ферранте II Гонзага (1575—1630)
  - Мантуанське герцогство — герцог Вінченцо I Гонзага (1587—1612)
  - Мірандольське герцогство — Алессандро I Піко делла Мірандола (1602/1607-1637)
  - Герцогство Масси і Каррари — Альберіко I Чібо-Маласпіна (1553—1623)
  - Герцогство Модени і Реджо — Чезаре д'Есте (1597—1628)
  - Монферратське герцогство — Вінченцо I Гонзага (1587—1612)
  - Герцогство Парми та П'яченци — Рануччо I Фарнезе (1592—1622)
  - Неаполітанське королівство — Філіп II (1598—1621)
  - Сардинське королівство — Філіп II (1598—1621)
  - Сицилійське королівство] — Філіп II (1598—1621)
  - Сорське герцогство — Джакомо Бонкомпаньї (1579—1612)
  - Велике герцогство Тосканське — Фердинандо I Медічі (1589—1609)
  - Трентське князівство-єпископство — Карло Гауденціо Мадруццо (1600—1629)
  - Урбінське герцогство — Франческо Марія II делла Ровере (1574—1625)
  - Фіналезьке маркграфство — Філіп III Побожний (1602—1621)
- Кавказ
  - Абхазьке князівство — Путу Шарвашидзе (1580—1620)
  - Арагві (еріставство) (არაგვის საერისთავო) — Нугзар I (1600—1611)
  - Кабарда — Кайтук Кайтуков (1589—1609)
  - Картлі — Георгій X (1600—1606)
  - Гурійське князівство — Мамія II Гурієлі (1600—1625)
  - Самцхе-Саатабаго — османська влада до 1607
  - Кахетинське царство — Костянтин I| (1604—1605); Теймураз I (1605—1648)
  - Мегрельське князівство — Манучар I Дадіані (1590—1611)
- Німеччина
  - Австрійське герцогство — Рудольф II (1576—1608)
  - Ангальтське князівство — Ангальт-Цербст (князівство) — Рудольф (1603—1621); Ангальт-Дессау — Йоганн Георг I (1603—1618); Ангальт-Кетен — Людвіг I (1603—1650); Ангальт-Бернбург — Христіан I (1603—1630); Ангальт-Плецкау — Август (1603—1653)
  - Ансбаське князівство — Йоахім Ернст (1603—1625)
  - Баварське герцогство — Максиміліан I Баварський (1597—1651)
  - Баден-Баденське маркграфство — Вільгельм (1600—1677)
  - Байройтське князівство — Крістіан (1603—1655)
  - Берзьке герцогство — Йоганн Вільгельм (1592—1609)
  - Берхтесгаденське пробство — Фердинанд (1594—1650)
  - Бранденбурзьке маркграфство — курфюрст Йоахім Фрідріх (1598—1608)
  - Брауншвейг-Люнебурзьке герцогство — Ернест ІІ (1592—1611)
  - Брауншвейг-Вольфенбюттельське герцогство — Генріх Юлій (1589—1613)
  - Бріксенське князівство-єпископство — Крістоф Андреас фон Спаур (1601—1613)
  - Вадуцьке графство — Рудольф VII (1572—1611)
  - Вюртемберзьке герцогство — Фрідріх I (1593—1608)
  - Вюрцбурзьке князівство-єпископство — Юліус Ехтер фон Меспельбрунн (1573—1617)
  - Гессен-Дармштадтське ландграфство — Людвіг V (1596—1626)
  - Гессен-Кассельське ландграфство — Моріц (1592—1627)
  - Гільдесгаймське князівство-єпископство — Ернст (1573—1612)
  - Гогенцоллерн-Гехінген — Ейтель Фрідріх IV Гогенцоллерн-Гехінген (1576—1605); Йоганн Георг Гогенцоллерн-Гехінген (1605—1623)
  - Гогенцоллерн-Зігмарінгенське князівство — Карл II Гогенцоллерн-Зігмарінген (1576—1606)
  - Гогенцоллерн-Хайгерлоське князівство — Йоганн Крістоф Гогенцоллерн-Хайгерлох (1592—1620)
  - Гольштейн-Піннеберг — Ернст (1601—1622)
  - Зальцбурзька архідієцезія — Вольф Дитріх фон Райтенау (1587—1612)
  - Пфальц-Цвайбрюккен — Йоганн II (1604—1635)
  - Каммінське єпископство — Франц Померанський (1602—1618)
  - Каринтійське герцогство — Фердинанд II (1590—1637)
  - Кельнське курфюрство — Ернст (1583—1612)
  - Кенігсегг (Königsegg) — барон Марквард IV і Георг II (1567—1622)
  - Клебурзьке пфальцграфство — Йоганн Казимир (1604—1652)
  - Клевське герцогство — Йоганн Вільгельм (1592—1609)
  - Констанцьке князівство-єпископство — Йоганн Георг фон Хальвіль (1600—1604); Якоб Фуггер (1604—1626)
  - Пфальцьке курфюрство (Курпфальц) — Фрідріх IV (1583—1610)
  - Ліппе-Детмольд — Симон VI (1563—1613)
  - Любекське князівство-єпископство — Йоганн Адольф (1589—1607)
  - Майнцьке курфюрство Йоганн Швайкард фон Кронберг (1604—1626)
  - Марк (графство) — Йоганн Вільгельм (1592—1609)
  - Мекленбург-Гюстров — перерва до 1608
  - Мекленбург-Шверінське герцогство — Адольф Фрідріх I Мекленбурзький (1592—1658)
  - Нассау-Саарбрюккен — граф Людвіг II (1602—1627)
  - Ольденбурзьке графство — Антон Гюнтер (1603—1667)
  - Прусське герцогство — Альбрехт-Фрідріх (1568—1618)
  - Пфальц-Зульцбах — Філіпп Людвіг (1604—1614)
  - Рітберзьке графство — Сабіна Катаріна (1586—1618)
  - Саксен-Айзенаське герцогство — Йоганн Ернст (1596—1638)
  - Саксен-Альтенбурзьке герцогство — Йоганн Філіп (1602—1639)
  - Саксен-Веймар — Йоганн III Саксен-Веймарський (1602—1605); Йоганн Ернст Саксен-Веймарський (1605—1620)
  - Саксен-Лауенбурзьке герцогство — Франц II (1588—1619)
  - Тірольське графство — Рудольф II (1595—1608)
  - Фельденцьке графство — Георг Густав (1592—1634)
  - Шварцбург-Рудольштадтське князівство — Альбрехт VII (1599—1605); Карл Гюнтер I (1605—1630)
  - Штирійське герцогство — Фердинанд II (1590—1637)
  - Юліх-Клеве-Берзьке герцогство — герцог Йоганн Вільгельм (1592—1609)
- Піренейський півострів
  - Португальське королівство — король Філіп III Побожний (1598—1621)
  - Наваррське королівство — Генріх III (1572—1610)
- Польща — Сигізмунд III Ваза (1587—1632)
  - Берутувське князівство — Карл II Мюнстерберзький (1604—1617)
  - Бжезьке князівство — Йоганн Крістіан Бжезький (1602—1633)
  - Олесницьке князівство — Карл II Мюнстерберзький (1565—1617)
  - Легницьке князівство — Йоганн Крістіан Бжезький (1602—1612)
  - Тешинське герцогство — Адам-Вацлав Цешинський (1579—1617)
- Московське царство — Борис Федорович (1598—1605); Федір II Борисович (1605); Лжедмитрій I (1605—1606)
- Румунія; Молдова
  - Волоське князівство — господар Раду X Шербан (1602—1610)
  - Молдавське князівство — Єремія Могила (1601—1606)
  - Трансильванське князівство — Іштван Бочкай (1605—1606)
- Скандинавія
  - король Данії — Кристіан IV (1588—1648)
  - Король Норвегії — Кристіан IV (1588—1648)
  - Швеція — Карл IX Ваза (1599—1611)
- Угорське князівство — король Рудольф II (1576—1608)
- Україна —
  - Кримське ханство — Гази II Ґерай (1596—1607)
- Французьке королівство — Генріх IV (1589—1610)
  - Барське герцогство — Карл III (1545—1608)
  - Голландське графство — Філіп III Побожний (1598—1621)
  - Люксембурзьке герцогство — Ізабелла Клара Євгенія (1598—1621)
  - Льєзьке єпископство — Ернст (1581—1612)
  - Монбельярське графство — Фрідріх I (1558—1608)
  - Монако — Оноре II (1604—1619)
  - Оранське князівство — Моріц Оранський (1584—1625)
  - Савойське герцогство — Карл Еммануїл I (1580—1630)
  - Фуаське графство — Генріх IV (1562—1610)
- Богемське королівство (Чехія) — Рудольф II (1576—1608)
- Шотландія
  - Король Шотландії — Яків I (1567—1625)
- Святий Престол; Папська держава — Папа Римський — Климент VIII (1592—1605); Лев XI (1605); Павло V (1605—1621)
- Вселенський патріарх — Рафаїл II Константинопольський (1603—1607)

## Азія
- Близький Схід
  - Заїдська держава Ємену — Аль-Мансур аль-Касім (1597—1620)
  - Рамазаногуллари — Мехмед Ібрагім (1586—1605); Пірі Мансур (1605—1608)
  - Османська імперія — Ахмед I (1603—1617)
  - Шаріфат Мекки — Ідріс ібн Хасан (1603—1624)
    - Лахса (еялет) — Бехра Паша (1602—1609)
- Персія; Середня Азія
  - Сефевідський Іран — Аббас I Великий (1587—1628)
    - Карабаське беклярбекство — османська влада до 1606
- Індія і Шрі-Ланка
  - Аділ-шахи — Ібрагім Аділ-шах II (1580—1627)
  - Ахмеднагарський султанат — Муртаза Нізам-шах II (1600—1610)
  - Ахом — Сусенгфаа (1603—1641)
  - Бідарський султанат — Алі Барід-шах III (1601—1609)
  - Віджаянагарська імперія — Венкатапаті II Аравіду (1586—1614)
  - Гархвал (держава) — Прітві Шах (1552—1614)
  - Горкха (королівство) — Пурна-шах (1570—1605); Чатра-щах (1605—1609)
  - Голкондський султанат — Мухаммад Кулі Кутб-шах (1580—1612)
  - Джайпур (князівство) — Ман I Сінґх (1589—1614)
  - Джайсалмер (князівство) — Бхім Сінгх (1578—1624)
  - Джодхпур (князівство) — Сур Сінґх (1595—1619)
  - Імперія Великих Моголів — Акбар I Великий (1556—1605); Джаханґір (1605—1627)
    - Бенгальська суба — Ман I Сінґх (1594—1606)
    - Берарська суба — до 1616 невідомо

  - Канді (королівство) — Сенарат (1604—1635)
  - Майсур (князівство) — Раджа Водеяр І (1578—1617)
  - Династія Малла — Сіва Сімха Малла (1578—1619)
  - Мевар (князівство) — Амар Сінґх I (1597—1620)
  - Мустанг (королівство) — Дондуб Дорджі (? — ?)
  - Нарвар — Ман I Сінґх (1589—1614)
  - Джафна (держава) — Етірімана Чінкам (1591—1617)
  - Губернатор Португальської Індії — Айрес де Салданья (1600—1605); Мартім Афонсу де Кастро (1605—1607)
- Індонезія; Південно-Східна Азія
  - Ачеський султанат — Алі Ріаят Сіах III (1604—1607)
  - Аюттхая (королівство) — Наресуан (1590—1605); Екатотсарот (1605—1611)
  - Банджармасінський султанат — Мустейнбіллах (1595—1638)
  - Бантенський султанат — Абу аль-Мафахір Махмуд Абдулкадір (1596—1647)
  - Брунейська імперія — Абдул Джаліл Акбар (1598—1659)
  - Султанат Гова — Алауддін (1605—1639)
  - Джамбійський султанат — Панембахан Кота Бару (1590—1630)
  - Джохорський султанат — Алауддін Ріаят-шах III (1597—1615)
  - Дайв'єт — Мак Кінь Чунг (1593—1625)
  - Матарам (султанат) — Ан'якраваті (1601—1613)
  - Ланна (держава) — Норахта Мінсо (1578—1608)
  - Лансанг — Воравонґса II (1596—1621)
  - Пагаруюнг — Султан Аліф I (1600—1616)
  - Магінданао (султанат) — Лаут Буісан (1597—1619)
  - М'яу-У — Мінразаг'ї (1593—1612)
  - Кедах (султанат) — Сулейман-шах II (1602—1626)
  - Нгуєн (тюа) — Нгуєн Хоанг (1558—1613)
  - Пандуранга — По Ніт (1603—1613)
  - Саравак (султанат) — Султан Тенга (1599—1641)
  - Султанат Сулу — Мувалліл Вазі (1600—1640)
  - Таунгу — Н'яунйан (1599—1605); Анаукпетлун (1605—1628)
  - Тернатський султанат — султан Саїд Баракат-шах (1583—1606)
  - Тідорський султанат — Моле Маджиму (1599—1627)
- Кхмерська імперія — Баром Рачеа IV (1603—1618)
- Накхонситхаммарат (держава) — до 1629 імена невідомі
- Китай; Монголія
  - Тибет — десі (регент-володар) — Міпхам Ванґюр Г'ялпо (1603/1604—1613)
    - У-Цанг — Карма Тенсун (1599—1611)

  - Династія Мін — Чжу Їцзюнь (1572—1620)
  - Династія Північна Юань — Лігден-хан (1603—1634)
- Окінава; Королівство Рюкю — Сьо Неі (1588—1620)
- Корея
  - Чосон — Сонджо (1567—1608)
- Середня Азія і Сибір
  - Бухарське ханство — Бакі-Мухаммад (1603—1605); Валі-Мухаммад (1605—1611)
  - Дербен-Ойрат — Байбагас-батур (1600—1630)
  - Казахське ханство — Єсім-хан (1598—1628)
  - Велика Ногайська Орда — Яш Тарак-мірза (1600—1619)
  - Хівинське ханство — Араб Мухаммад-хан (1602—1622)
  - Яркендське ханство — Мухаммад-хан III (1591—1610)
- Японія — Імператор Ґо-Йодзей (1586—1611)

## Африка
- Алжирський еялет — Соміман-паша (1601—1603/1605); Мухаммед II (1605—1607)
- Аллада (держава) — Копон (1590—1610)
- Ауса (імамат) — Імам Сабраддін Адан (1589—1613)
- Багірмі (королівство) — Абдалах (1568—1608)
- Бамум (держава) — мфон Нгапна (1590—1629)
- Баол (держава) — Мамалік Тіоро (1593—1605); Лат Нделла Парар (1605—1620)
- Борну — Мухаммад VI (1602—1612)
- Буганда — Сууна I (1584—1614)
- Ваало — Фара Тако (1601—1610)
- Варсангалійський султанат — гараад Абдал (1585—1612)
- Марокканський султанат — Абу Фаріс Абдаллах (1603—1608)
- Віда (держава) — Хахоло (1580—1620)
- Волоф (держава) — Гіреун Бурі Дієлен (1597—1605); Бірайма Пенда (1605—1649)
- Дарфурський султанат — Сулайман Солонг (1596—1637)
- Імператор Ефіопії — Якоб (1604—1606)
- Єгипетський еялет — Гадім Мехмед-паша (1604—1605); Єменлі Гасан-паша (1605—1607)
- Королівство Імерина — Раламбу (1575—1612)
- Кайор — Махуредія Кулі (1600—1610)
- Калабарі (держава) — Оверрі Даба (1600—1620)
- Койя (королівство) — Фаріма III (1560—1605); Санграфаре (1605—1610)
- Королівство Конго — Алвару II (1587—1614)
- Луба (імперія) —Ілунга ва Луефу (1600—1625)
- Імперія Малі — Махмуд IV (1590—1610)
- Мономотапа — мвене-мутапа Гаці Русере (1589—1623)
- Ндонго — Мбанді-а-Нгола (1592—1617)
- Нрі — Езе Нрі Агу (між 1582 і 1677)
- Салум — Салеотане Діуф (1567—1612)
- Сеннарський султанат — Абд аль-Кадір II (1604—1606)
- Імперія Фута Торо — Сір Дулмі (1600—1610)
- Португальська Західна Африка — Мануель Сервейра Перейра (1603—1606)

## Південна Америка
- Віцекоролівство Перу — Гаспар де Суніга Монтеррей (1604—1606)
- Генерал-капітанство Чилі — Алонсо де Рібера (1601—1605); Алонсо Гарсія де Рамон (1605—1610)

## Північна Америка
- Іспанська Флорида — Педро де Ібарра (1603—1610)